# Мое Макосо Чінкосо
Мое Макосо Чінкосо (*д/н —1885) — малоанґо (володар) держави Лоанґо в 1875—1885 роках. Відомий також як Мані Макосо.

## Життєпис
Походив з клану Н'Ката. Мав титул нтекулу — син сесестри малоанго Номбо. Після смерті останнього 1874 року претендував на трон. Втім рада кланів обрала новим володарем іншого небожа померлого — Н'Тату. 1875 року Мое Макосо повалив Н'тату, захопивши владу. Це викликало спротив частини знаті, що надали йому прізвисько Чінкосо або Чінкусу («Потворний»). Почалася боротьба за владу між Мое Макоссо і Н'Тату.
Водночас посилилося втручання французів у справи Лоанґо. Спочатку до портових міст стали прибувати католицькі місіонери. З 1874 року тут також діяв П'єр Саворньян де Бразза, що мріяв створити нову колонію. У жовтні 1882 року отець Іпполіт Керрі приїхав до Лоанго, де придбав в Мое Макосо величезний шматок землі площею близько 100 га. На той час Макосо здолав свого суперника, затвердившись на троні. Проте повстання проти нього тривали.
Водночас португальці і французи стали блокувати узбережжя для припинення работоргівлі, що завдало скарбниці малоанго відчутного удару. Ще 1880 року сусідня держава Теке визнала французький протекторат, де 1881 року було створено форт Браззавіль. Водночас до 1882 року бельгійці встановили владу на лівому березі річки Конго. В районі Кабінди активно діяла Португалія. Зрештою затиснутий з усіх боків 12 березня 1883 року Мое Макосо підписав з французьким лейтенантом Робертом Кордьє договір про вільну торгівлю та поступку території в присутності португальських купців Мануеля Сабоги та француза Фердинанда Пішо. В червні французькі загони за угодою в Пуент-Нуар зайняли усю територію Лоанго. 1885 року рішенням Берлінської конференції частина держави була передана Португалії. Малоанго не мав жодної влади. Того ж року він помер.